# Carinodes dorsalis
Carinodes dorsalis är en stekelart som först beskrevs av Brulle 1846.  Carinodes dorsalis ingår i släktet Carinodes och familjen brokparasitsteklar. Inga underarter finns listade.